# 2004
2004. је била преступна година.

## Догађаји

### Фебруар
- 4. фебруар — Драган Маршићанин (функционер ДСС), уз помоћ гласова социјалиста, изабран за председника Скупштине Србије и уједно постао в. д. председника Србије.
- 4. фебруар — Четири студента Харварда су основала друштвену мрежу Фејсбук из своје собе у студентском дому.

### Март
- 3. март — Скупштина Србије изабрала нову Владу Србије на челу са Војиславом Коштуницом, лидером ДСС. У Влади, поред ове странке, су Г17+ и коалиција СПО-НС. Влада је изабрана уз подршку посланика СПС-а, чији представници нису ушли у Коштуничин кабинет.
- 4. март — У пожару је горео манастир Хиландар.
- 4. март — Предраг Марковић (Г 17 +) изабран за председника српског парламента.
- 11. март — У терористичким нападима на три железничке станице у Мадриду 192 људи погинуло, а више од 1.400 повређено.
- 17. март — На Косову и Метохији избиле демонстрације Албанаца које су се претвориле у погром над Србима. У том погрому, који је трајао три дана, погинуло више особа а уништено је на десетине цркава и манастира.
- 26. март — У Београду убијен генерални секретар Фудбалског савеза Србије и Црне Горе, Бранко Булатовић.
- 29. март — Бугарска, Естонија, Летонија, Литванија, Румунија, Словачка и Словенија су постале пуноправне чланице НАТО пакта.

### Април
- 4. април — Расписани председнички избори у Србији за 13. јуни.
- 15. април — Основан је Фолклорни ансамбл „Рожаје”.
- 20. април — Гравити Пробе Б (ГП-Б) је био сателитски експеримент за тестирање предвиђања опште релативности: геодетски ефекат и повлачење оквира.

### Мај
- 1. мај — Проширење Европске уније у чланство примљено 10 нових држава: Естонија, Кипар, Летонија, Литванија, Мађарска, Малта, Пољска, Словенија, Словачка и Чешка.
- 2. мај — Првооптужени за убиство премијера Зорана Ђинђића, Милорад Улемек Легија, предао се полицији у Београду.
- 31. мај — Слетањем на аеродром Шарл де Гол у Паризу, суперсонични авион „Конкорд“ француске компаније Ер Франс обавио је свој последњи лет.

### Јун
- 27. јун — У другом кругу избора за председника Србије, Борис Тадић (лидер ДС) победио Томислава Николића (заменик председника СРС) и изабран за трећег председника Србије.

### Јул
- 11. јул — Борис Тадић свечано ступио на дужност председника Србије.

### Август
- 31. август — Почело извођење сведока одбране на процесу у Хагу против бившег председника Србије и СРЈ, Слободана Милошевића.

### Септембар
- 1. септембар — Чеченски терористи заузели су школу у руском граду Беслану са више од хиљаду таоца.
- 3. септембар — У акцији ослобађања таоца у школи у руском граду Беслану 331 погинули, видети Талачка криза у Беслану.
- 19. септембар — У Србији одржани избори за локалне самоуправе, али и избори за председнике општина и градоначелника.
- 23. септембар — Више од 3.000 особа је погинуло на Хаитију након што је ураган Жана изазвао велике поплаве и бујице блата.

### Октобар
- 3. октобар — Ненад Богдановић изабран за градоначелника Београда.
- 5. октобар — У оквиру касарне Топчидер, испред подземног војног објекта Караш под неразјашњеним и контроверзним околностима погинула су двојица гардиста Војске Србије и Црне Горе: Драган Јаковљевић и Дражен Миловановић, познато под именом Случај Топчидер.
- 6. октобар — Председник Јединствене Србије, Драган Марковић Палма, изабран је за првог градоначелника града Јагодине. Политичка партија Јединствена Србија, је у Јагодини, победила на локалним изборима, Демократску странку, која је имала свог кандидата на локалним изборима.

### Новембар
- 2. новембар — Џорџ В. Буш победио на изборима за председника САД против демократе Џона Керија.
- 22. новембар — У Украјини су почеле демонстрације против наводног намештања на председничким изборима између актуелног премијера Виктора Јануковича и кандидата опозиције Виктора Јушченка.

### Децембар
- 14. децембар — Пуштен је у саобраћај вијадукт Мијо, са 343 m највиши мост за возила на свету, који премошћава реку Тарн код места Мијо.
- 19. децембар — Почела је да емитује програм Телевизија Српске Православне Епархије жичке “Логос“. Телевизија Логос, је прва телевизијска станица Српске православне цркве.
- 26. децембар — Цунами у Индијском океану 2004.

### Датум непознат
- Википедија:Непознат датум — Тихвинска икона Пресвете Богородице је враћена из Чикага у Тихвински манастир Успења Пресвете Богородице.

## Рођења

### Јануар
- 2. јануар — Адриана Вилагош, српска атлетичарка (бацање копља)[1]
- 4. јануар — Виктор Вембанјама, француски кошаркаш[2]
- 9. јануар — Стефан Лековић, српски фудбалер[3]
- 22. јануар — Марко Лазетић, српски фудбалер[4]
- 31. јануар — Самед Баждар, српски фудбалер[5]

### Фебруар
- 19. фебруар — Мили Боби Браун, британска глумица[6]
- 23. фебруар — Никола Ђуришић, српски кошаркаш[7]

### Март
- 13. март — Кори Гоф, америчка тенисерка[8]

### Јул
- 14. јул — Виктор Радојевић, српски фудбалер[9]

### Август
- 5. август — Гави, шпански фудбалер[10]
- 17. август — Огњен Мимовић, српски фудбалер[11]

### Октобар
- 3. октобар — Ноа Шнап, канадско-амерички глумац[12]

## Смрти

### Јануар
- 10. јануар — Александра Рипли, америчка књижевница[13]
- 13. јануар — Кераца Висулчева, македонска сликарка. (*1913)
- 23. јануар — Хелмут Њутон, немачки фотограф. (*1920)
- 26. јануар — Михајло Бата Паскаљевић, позоришни и ТВ глумац. (*1923)[14]

### Фебруар
- 14. фебруар — Марко Пантани, италијански бициклиста. (*1970)
- 26. фебруар — Борис Трајковски, македонски председник. (*1956)

### Март
- 28. март — Петер Устинов, британски глумац. (*1921)[15]

### Мај
- 1. мај — Лојзе Ковачич, словеначки писац и педагог. (*1928)[16]
- 29. мај — Ивица Шерфези, хрватски певач. (*1935)

### Јун
- 2. јун — Николај Ђауров, бугарски оперски певач. (*1929)
- 5. јун — Роналд Реган, 40. председник САД. (*1911)[17]
- 29. јун — Стипе Шувар, хрватски политичар. (*1936)

### Јул
- 1. јул — Марлон Брандо, амерички глумац. (*1924)[18]
- 3. јул — Андријан Николајев, совјетски космонаут. (*1929)[19]
- 28. јул — Франсис Крик, енглески биолог. (*1916)[20]

### Август
- 29. август — Владимир Велебит, хрватски политичар. (*1907)

### Септембар
- 12. септембар — Михаило Ћуповић, српски песник са Златибора. (*1934)

### Октобар
- 8. октобар — Жак Дерида, француски филозоф. (*1930)[21]
- 10. октобар — Кристофер Рив, амерички глумац. (*1952)[22]

### Новембар
- 2. новембар — Тео ван Гог, холанђански редитељ, убијен. (*1957)[23]
- 11. новембар — Јасер Арафат, палестински политичар. (*1929)[24]

### Децембар
- 8. децембар — Дајмбег Дарел, амерички гитариста, хеви метал групе Пантера, убијен.(*1966)
- 19. децембар — Рената Тебалди, италијанска оперска певачица. (*1922)
- 23. децембар — Нарасима Рао, индијски политичар. (*1921)[25]
- 31. децембар — Жерар Дебре, француско-амерички економиста, Нобеловац за економију 1983. (*1921)[26]

## Нобелове награде
- Физика — Давид Грос, Давид Полицер и Френк Вилчек
- Хемија — Ерон Сиченовер, Аврам Хершко и Ервин Рос
- Медицина — Пичард Аксел и Линда Б. Бук
- Књижевност — Елфриде Јелинек
- Мир — Вангари Мута Матхај
- Економија — Фин Е. Кидленд и Едвард Ц. Прескот